# هنري كوبولا
هنري كوبولا (بالإنجليزية: Henry Coppola)‏ هو لاعب كرة قاعدة أمريكي، ولد في 4 أغسطس 1912 في إيست دوغلاس (ماساتشوستس) في الولايات المتحدة، وتوفي في 10 يوليو 1990 في نورفولك في الولايات المتحدة.

## وصلات خارجية
- هنري كوبولا على موقعبيزبول رفرنس.كوم (الدوري الرئيسي) (الإنجليزية)